# Kompressionsförhållande
Kompressionsförhållande är ett tal som användas för att förutsäga prestanda hos förbränningsmotorer. Kompressionsförhållandet är lika med hur många gånger cylindervolymen måste pressas samman för att få rum i förbränningsrummet som finns mellan cylinderhuvudet och kolvtopp. Ett högt kompressionsförhållande är önskvärt eftersom det får motorn att generera mer mekanisk energi från en given mängd blandning av luft och bränsle. Men det kräver att bränslet tål det höga trycket och att inte pumpeffekten blir för hög. Hos en Ottomotor ligger kompressionsförhållandet vanligen kring 9:1.

## Kompressionstryck
Många blandar ihop kompressionstryck och kompressionsförhållande. Det är helt olika saker, även om värdena kan vara mycket likvärdiga.
Kompressionstrycket mäts i tändstiftshålen (spridarhålen på dieselmotorer), på startmotorvarv med varm motor. Trycket talar om tätheten på ventilerna och kolvringarna. Även andra saker kan upptäckas, till exempel om en toppackning är läck. Trycket blir även lägre om startmotorn snurrar sakta eller om man har en vass kamaxel med långa ventiltider.
Ett kompressionstryck ligger ofta på 10-12 bar, även lite lägre på vissa turbobilar. Trycket mäts lämpligast med en kompressionsmätare. Det finns två vanliga typer av kompressionsmätare. Den ena ger värden från de olika cylindrarna på ett papper. Den ritar upp ett diagram, medan den andra visar ett värde på en manometer. Den sistnämnda används i huvudsak till att mäta läckage. Man mäter då hur mycket luft som läcker förbi kolvringar, ventiler, mm.